# حزب الرفاه الجديد
حزب الرفاه الجديد (بالتركية:Yeniden Refah Partisi، YRP)
هو حزب سياسي إسلامي في تركيا. وهو خليفة حزب الرفاه الذي حظر عام 1998 إثر الإنقلاب العسكري في تركيا عام 1997. يتبنى الحزب أيديولوجية النظرة القومية (التركية: "Millî Görüş").

## تاريخ
أسس الحزب فاتح أربكان، نجل رئيس الوزراء التركي الأسبق نجم الدين أربكان، في 23 نوفمبر 2018.
في 21 يناير 2023، سُمح لزعيم الحزب السياسي الدنماركي اليميني المتطرف سترام كورس ، راسموس بالودان بحرق القرآن خارج السفارة التركية في ستوكهولم. بعد الحادث ، احتج الحزب على السويد أمام القنصلية السويدية العامة في اسطنبول.
في البداية كان منتقدًا لنظام حزب العدالة والتنمية، في عام 2023 أعلن الحزب عن ترشح فاتح أربكان للانتخابات الرئاسية. ومع ذلك، تراجع الحزب في وقت لاحق وانضم بدلاً من ذلك إلى تحالف الجمهور في 24 مارس 2023.

## خلافات
أدلى نائب رئيس جناح إسطنبول للشباب، صادق تونش، بتصريحات مثيرة للجدل في الذكرى 97 لإلغاء الخلافة في تركيا: "الأيام التي سنعلن فيها أن الشريعة الإسلامية تقترب." يحظر الدستور التركي اقتراح أو استدعاء التخلي عن العلمانية (العلمانية)، أو التخلي عن القانون الذي يمنعها، إلى جانب جعل المواد الأربعة الأولى من الدستور غير قابلة للمس وغير قابلة للتغيير. تم حل سلفهم وحظره من قبل المحكمة الدستورية التركية في عام 1998 بسبب خلفيته الإسلامية في ظل نظام ما بعد الانقلاب العلماني. بعد الحدث، حذف صادق تونش تغريدته على تويتر حول الموضوع.
رئيس ومؤسس الحزب الجديد، فاتح أربكان، من المؤيدين المنفتحين للحركة المناهضة للتطعيم خلال وباء كوفيد في تركيا. وزعم أن لقاحات كوفيد-19 يمكن أن تؤدي إلى ولادة أشخاص "أنصاف بشر ونصف قرد". كما أنه تحدث بشكل علني ولكن لفترة وجيزة عن هذا الموضوع وناقشه خلال عدة مناسبات في مقابلات تلفزيونية مباشرة.

## سياسات
تأسس الحزب تحت شعار "نحن هنا من أجل أمتنا". حدد الحزب أهدافه الرئيسية وهي "الأخلاق والروحانية أولاً، ثم تصميم النظام العالمي الجديد تحت قيادة تركيا".
وكان فاتح أربكان قد صرح بأن الحزب الجديد سيحل محل النظام الحالي بنظام رئاسي جديد، وأن العودة إلى النظام البرلماني ستكون ضارة. كما أنهم سيتخذون موقفاً قوياً مناهضاً للصهيونية مثل سابقهم.
يعارض الحزب حقوق مجتمع الميم، وأعلن أن أفراد مجتمع الميم "انحراف محظور في كل دين". الهدف الأساسي للحزب هو رفع قانون يحمي النساء والأطفال من العنف الأسري.

## نتائج الانتخابات

### الانتخابات البرلمانية
| تاريخ الانتخابات | قائد        | الأصوات   | ٪ من الأصوات | مقاعد   | موضع                 |
| 2023             | فاتح أربكان | 1،515،034 | 2.84٪        | 5 / 600 | توفير الثقة والإمداد |
| ---------------- | ----------- | --------- | ------------ | ------- | -------------------- |

## روابط خارجية
حزب الرفاة الجديد الموقع الرسمي